# Adam Richter
Adam Richter (* 25. června 1998) je český fotbalový brankář, od léta 2025 v barvách Chrudimi.

## Klubová kariéra
Odchovanec FK Jablonce, kde strávil zhruba 9 let. 

### FK Jablonec
Přivedl ho zde trenér v té době juniorských kategorií Jablonce a bývalý fotbalista Petr Bulíř. Hrál zde převážně za B-tým, za áčko odehrál dva zápasy MOL Cupu, ale v lize se premiéry nedočkal. 

### FK Varnsdorf (hostování)
Dne 3. srpna 2020 odešel na hostování do FK Varnsdorf. V první sezóně chytil 2 penalty, dokonce tým „několikrát podržel, ale měl i slabší chvilky“. V létě 2021 se domluvil na působení v klubu i na další sezónu.

### SFC Opava
Dne 1. července 2023 přišel jako volný hráč do SFC Opava. Podepsal zde dvouroční smlouvu s opcí a sešel se zde s bývalým spoluhráčem z Varnsdorfu a Liberce, Adamem Ondráčkem. První sezonu byl prvním golmanem slezského mužstva. Týmu svými výkony napomohl až do semifinále MOL Cupu.

#### Sezona 2024/25
V první polovině sezony se točil s nově příchozím Babkou, ten ho na jaře do branky již nepustil. Za áčko Opavy odehrál celkem 40 soutěžních utkání, v nichž zaznamenal 11 čistých kont.

## Zajímavosti
Přezdívku McGregor ve Varnsdorfu prý získal kvůli jeho podobě s irským bojovníkem Conorem McGregorem.